# Ernst Wagemann

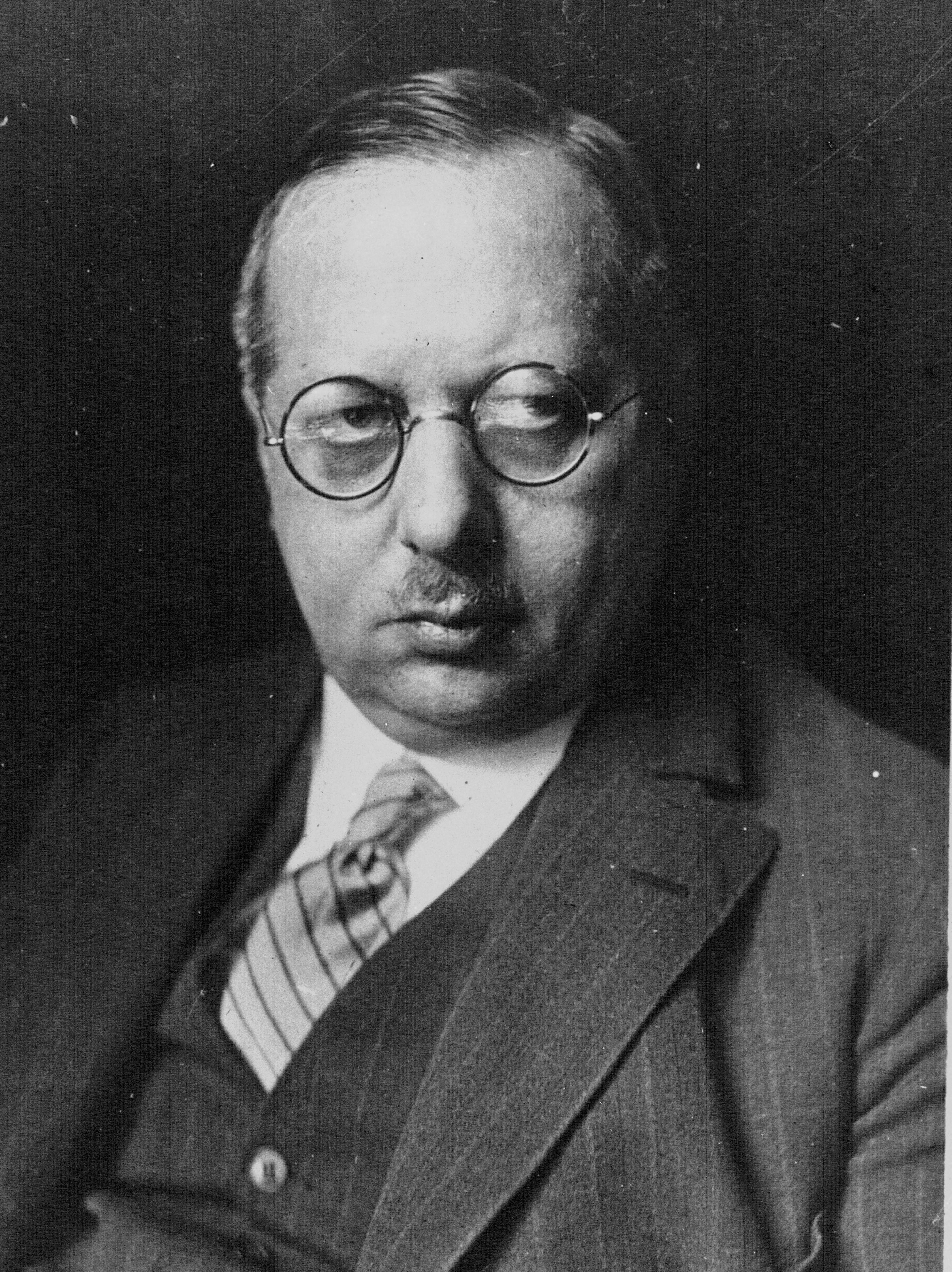
Ernst Wagemann (1933)

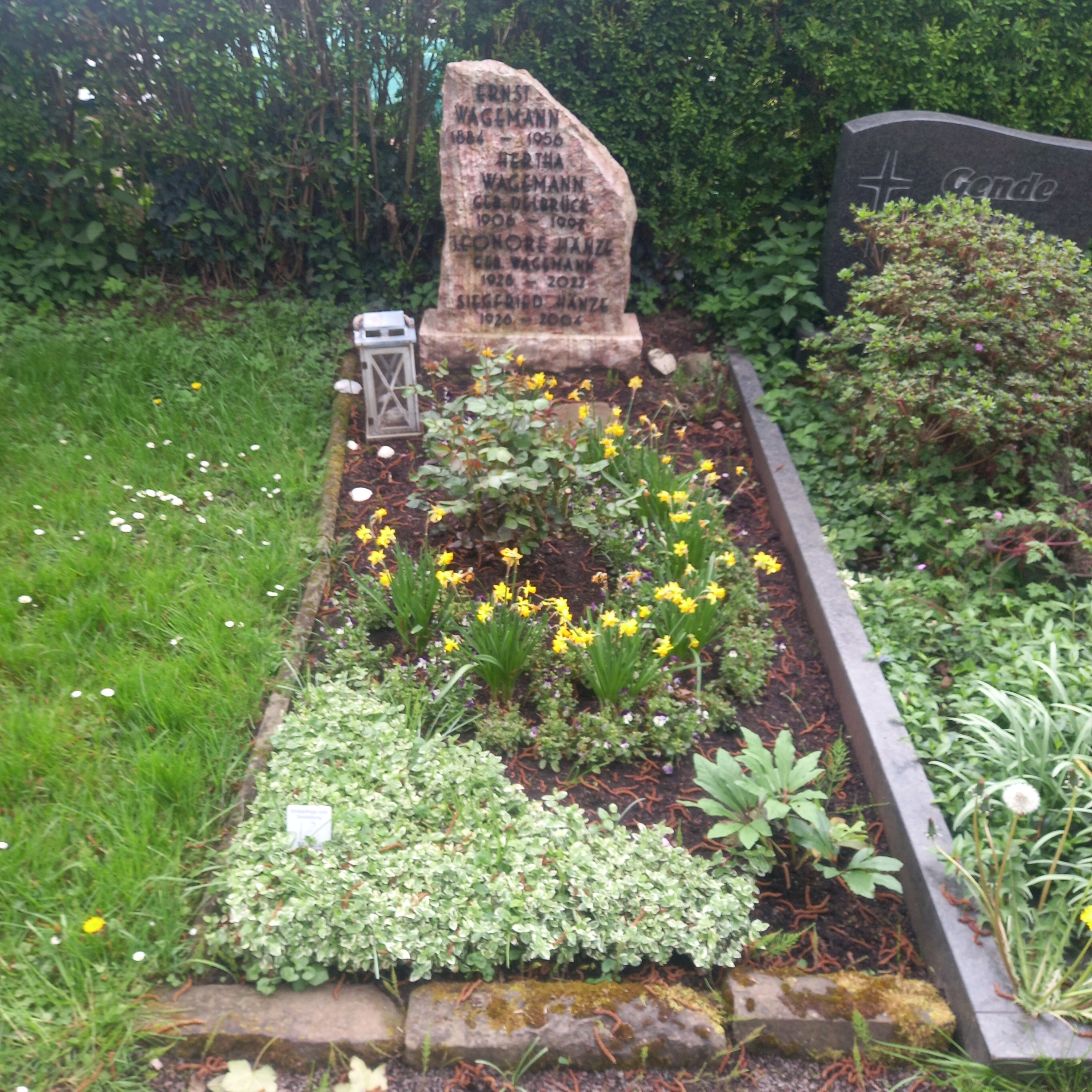
Das Grab von Ernst Wagemann und seiner Ehefrau Hertha geborene Delbrück im Familiengrab auf dem Rüngsdorfer Friedhof in Bonn

Ernst Wagemann (* 18. Februar 1884 in Chañarcillo, Chile; † 20. März 1956 in Bad Godesberg) war ein deutscher Nationalökonom und Statistiker.

## Leben
Nach seinem Studium in Göttingen, Berlin und Heidelberg promovierte Wagemann 1907 zum Doktor der Philosophie. Von 1908 bis 1910 war er Dozent am Hamburger Kolonialinstitut. 1914 wurde er an der Friedrich-Wilhelms-Universität Berlin habilitiert. 1919 folgte die Berufung zum außerordentlichen Professor an der Universität Berlin; gleichzeitig war er Regierungs- und Landesökonomierat im Preußischen Landwirtschaftsministerium sowie Vortragender Rat im Reichswirtschaftsministerium.
Von 1923 bis 1933 war Wagemann Präsident des Statistischen Reichsamtes. In dieser Eigenschaft war er auch von 1924 bis 1933 Reichswahlleiter.
Wagemann gilt als Begründer der empirischen Konjunkturforschung in Deutschland. 1925 gründete er das Institut für Konjunkturforschung, das spätere Deutsche Institut für Wirtschaftsforschung. 1932 legte er den Wagemann-Plan zur Bekämpfung der Wirtschaftskrise vor, in dem er ohne Absprache mit dem Kabinett Heinrich Brünings eine moderate Ausweitung der Geldmenge empfahl, kombiniert mit einer strukturellen Reform des Bankwesens.
Im März 1933 verlor Wagemann auf Veranlassung Alfred Hugenbergs zunächst alle Posten, worauf er umgehend in die NSDAP eintrat und nach einer Audienz bei Rudolf Heß wieder Direktor des Instituts wurde, was er bis 1945 blieb.
1948 gründete Wagemann in Chile das Instituto de Economía, ab 1949 hatte er eine Professur in Santiago de Chile inne, bis er 1953 nach Deutschland zurückkehrte.

## Ernst Wagemann als Bevölkerungstheoretiker
Das demodynamische Alternationsgesetz ist ein Bevölkerungsgesetz von Ernst Wagemann. Es unterscheidet sich grundlegend vom Bevölkerungsgesetz Thomas Robert Malthus’. Während Malthus jede Zunahme der Bevölkerungszahl wegen einer vermeintlich nur gering steigerbaren Bevölkerungskapazität negativ bewertete, sah Wagemann bei steigenden Bevölkerungsdichten eine endogene Verbesserung der Bevölkerungskapazität. Diese Steigerung erfolgt durch eine aus der Not geborene Umstellung des Wirtschafts- und Sozialsystems auf eine höhere Intensität und eine Verbesserung des Handels durch erhöhte Kooperation.
Da diese Verbesserung der Bevölkerungskapazität nicht sofort eintritt, sondern zeitversetzt, ist es im Verlauf der soziokulturellen Evolution bei steigender Bevölkerungszahl (Demodynamik) immer wieder zu Phasen der Über- und Untervölkerung (Alternation) gekommen.
Dieser neue Ansatz von Ernst Wagemann warf ein neues Licht auf einige Fragen der Nationalökonomie: Er erklärt einerseits die in den letzten 200 Jahren aufgetretene Bevölkerungsexplosion und andererseits das Nebeneinander von Wohlstand und gleichzeitig von Armut und Hunger.
Jedoch lassen sich heute nicht mehr exakte Grenzwerte der Bevölkerungsdichte nachweisen, bei denen Übervölkerung in Untervölkerung umschlägt. Wohl aber lassen sich bestimmte sozialstrukturelle Veränderungen aufzeigen. Ein auffälliges Beispiel ist die ethnische Fraktionalisierung der verschiedenen Staaten, also das Maß, inwieweit sich in dem Staatsgebiet verschiedene Bevölkerungsgruppen gegenüberstehen. Bei zunehmender Bevölkerungsdichte im Laufe der soziokulturellen Evolution verschmelzen verschiedene wegen der zunächst geringen Bevölkerungsdichte abgeschottet lebende Gruppen nach und nach zu einem einheitlicheren ethnischen Block.

## Rezeption
Das Gesetz, das Ernst Wagemann in den 1940er Jahren entwickelt hatte, geriet in Vergessenheit. Die dänische Agrarwissenschaftlerin Ester Boserup veröffentlichte ab den 1960er Jahren ähnliche Überlegungen.

## Werke
- Die deutschen Kolonisten im brasilianischen Staate Espirito Santo.  Duncker & Humblot, München / Leipzig 1915. (Digitalisat [PDF]). Nachdruck 1992, ISBN 3-289-00575-5.
- Das Alternationsgesetz wachsender Bevölkerungsdichte: ein Beitrag zur Frage des Lebensraums. In: Vierteljahreshefte zur Wirtschaftsforschung, Bd. 16, 1941/42, S. 173–219.
- Narrenspiegel der Statistik. Hanseatische Verlagsanstalt, 1942
- Menschenzahl und Völkerschicksal – eine Lehre von den optimalen Dimensionen gesellschaftlicher Gebilde. Hamburg 1948.
- Welt von morgen – Wer wird Herr der Erde? Düsseldorf: Econ, 1952/53.